# 沈田子
沈田子（しん でんし、太元8年（383年）- 義熙14年1月15日（418年3月7日））は、東晋末の軍人。字は敬光。本貫は呉興郡武康県。

## 経歴
沈穆夫の子として生まれた。元興3年（404年）、劉裕が桓玄打倒のために起兵すると、田子は劉裕の下で従軍して、京口の占拠と建康の平定に参加し、参鎮軍軍事となり、営道県五等侯に封じられた。義熙5年（409年）、劉裕が南燕を攻撃すると、田子は偏師を率いて、孟龍符とともに先鋒をつとめた。慕容超が臨朐で晋軍をはばむと、孟龍符は戦死したが、田子は奮戦して臨朐の陥落に功績を挙げた。義熙6年（410年）、盧循の乱が起こると、田子は劉裕の命を受けて建威将軍の孫処とともに海上から広州を襲撃し、振武将軍の号を加えられた。盧循の仲間の徐道覆が始興郡に撤退すると、田子は劉藩とともに徐道覆を攻めた。
義熙7年（411年）、盧循が広州に帰還して孫処を包囲すると、田子は孫処の孤立を危惧して、軍を率いて広州に取ってかえし、盧循を撃破した。さらに追撃をかけて、盧循を蒼梧・鬱林・寧浦で連破した。広州に凱旋し、孫処が病没すると、大反乱の後で治安は悪化しており、田子は反抗勢力を各個撃破していった。広州刺史の褚叔度が赴任してくると、田子は建康に帰還した。太尉参軍・振武将軍・淮陵国内史に任じられ、都郷侯の爵位を受けた。また劉義符の下で参征虜軍事をつとめた。義熙8年（412年）、劉毅に対する討伐に従軍した。義熙11年（415年）、司馬休之に対する討伐に別軍を率いて参戦し、征虜将軍の号を受け、参征虜軍事・振武将軍・扶風郡太守となった。
義熙12年（416年）、劉裕が北伐の兵を起こすと、田子はこれに参加した。義熙13年（417年）、田子は傅弘之とともに別軍を率いて武関に入り、青泥に駐屯した。後秦の姚泓は劉裕と対陣するにあたって田子に後背を突かれることを懸念し、先に田子を破って後に劉裕と当たろうと考えた。姚泓は数万の兵を率いて青泥に進出してきた。田子は擬兵で陽動しつつ、自ら率いる数百の兵で秦軍を攻撃する作戦を立てた。傅弘之の反対を押し切り、作戦を決行すると、奮戦して大勝をおさめた。長安が陥落し、劉裕が文昌殿で宴会を開くと、劉裕は田子に酒を与えて、「咸陽の平は卿の功なり」と讃えた。咸陽・始平二郡太守に任じられた。劉裕が凱旋の途につき、桂陽公劉義真が長安を任されると、田子は安西中兵参軍・龍驤将軍・始平郡太守となって、劉義真を補佐した。夏の赫連勃勃が関中に侵攻してくると、田子は王鎮悪とともに北地に出て防禦にあたることとなった。
しかし、王鎮悪に対する田子の不信が高まり、義熙14年（418年）正月に一族の沈敬仁に王鎮悪を殺害させた。さらに田子も同月15日に長安の廩倉門外で長史の王修に殺害される。享年は36。
子はなく、弟の沈林子の次男の沈亮が後を嗣いだ。

## 伝記資料
- 『宋書』巻100 列伝第60
- 『南史』巻57 列伝第47